# Tibia (tubo de órgano)

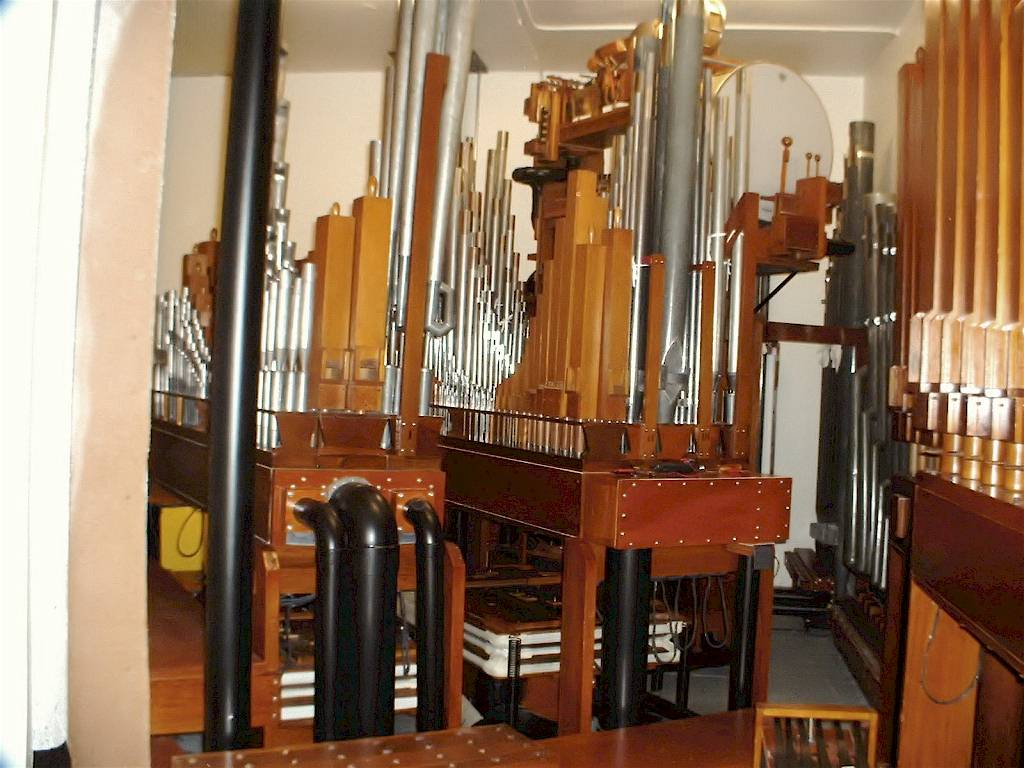
Sala de tubos de un órgano escénico (Green Bay, Wisconsin)

Una tibia es un tipo de tubo de órgano, característico de los órganos escénicos.
Generalmente se fabrican de madera, están cerrados y miden 16 pies (4,9 m) (ocasionalmente 32 pies (9,8 m)). La octava superior incluye tubos hechos de metal, cerrados y 6 pulgadas (15,2 cm) más largos; y tubos de metal, abiertos y 3 pulgadas (7,6 cm) más largos.
La boca tiene un corte muy alto y los tubos tienen poco desarrollo armónico: la longitud de la sinusoide de la onda sonora prácticamente coincide con la longitud del tubo.
Por lo general, se utilizan para crear un efecto de trémolo mediante el aumento y la disminución de la presión del aire, dando "vida" al sonido del instrumento.